# Пленэр

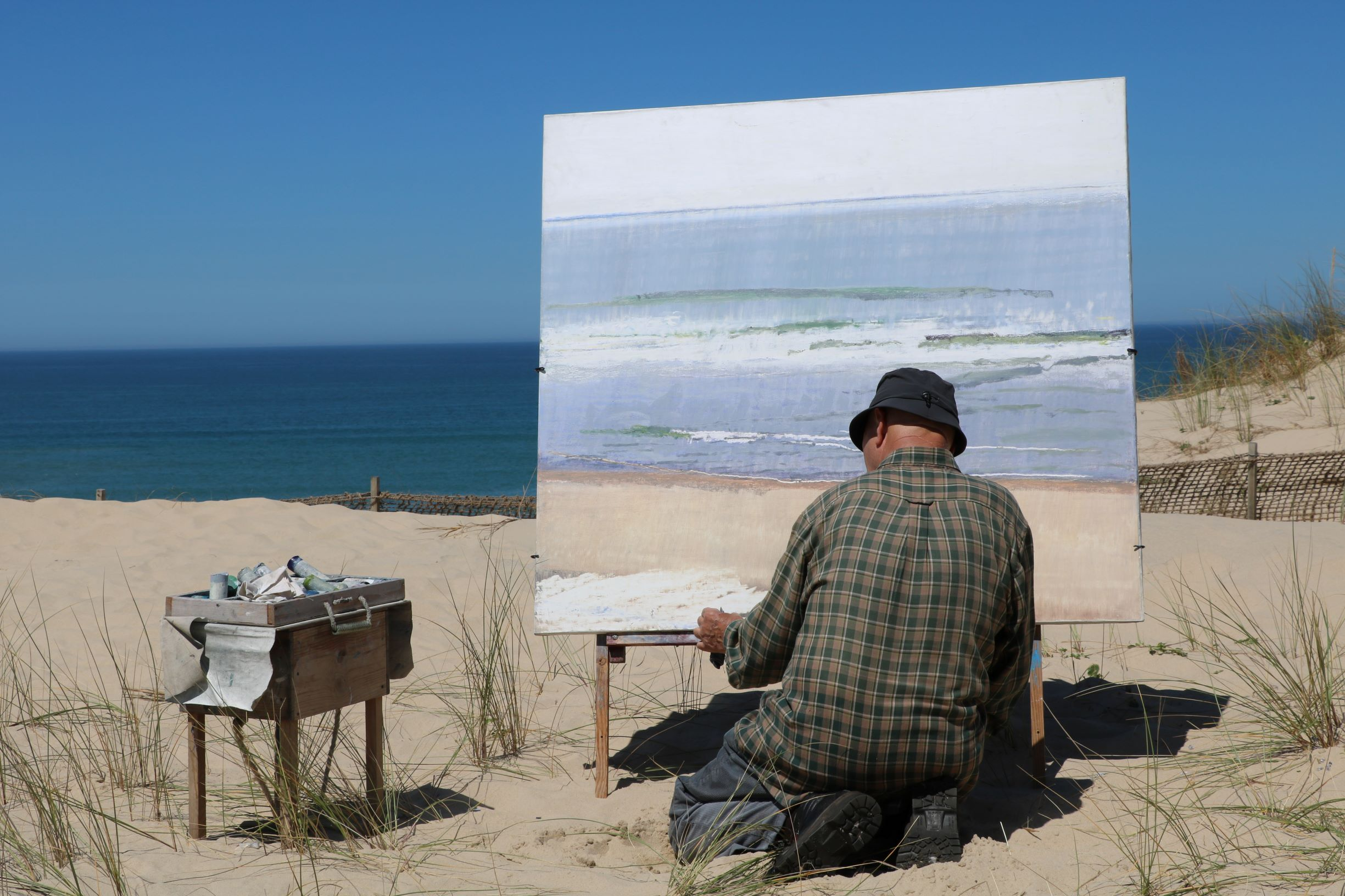
Живописец пленэра на Серебряном берегу в Уртене, Франция

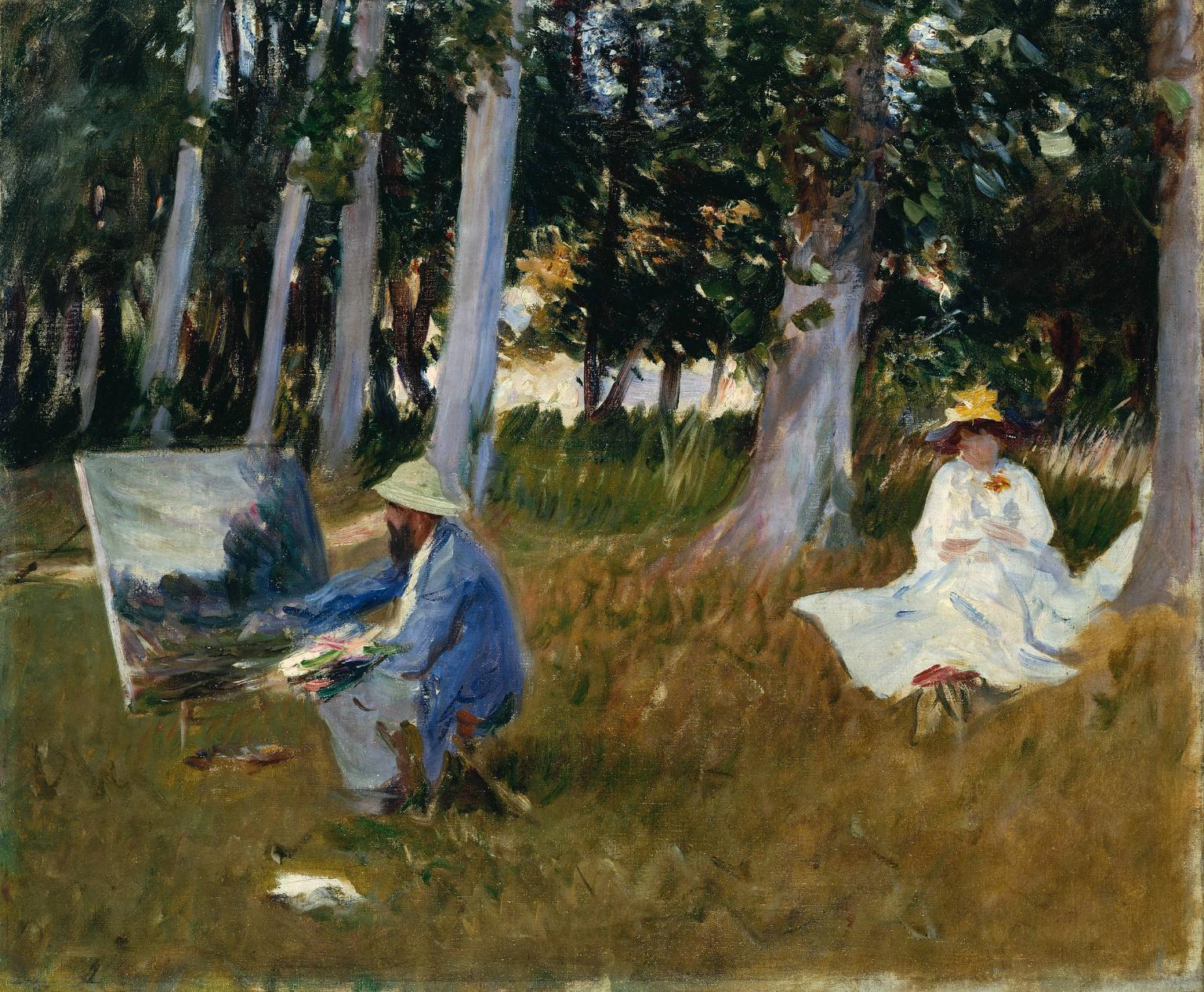
Джон Сингер Сарджент. Клод Моне на опушке леса

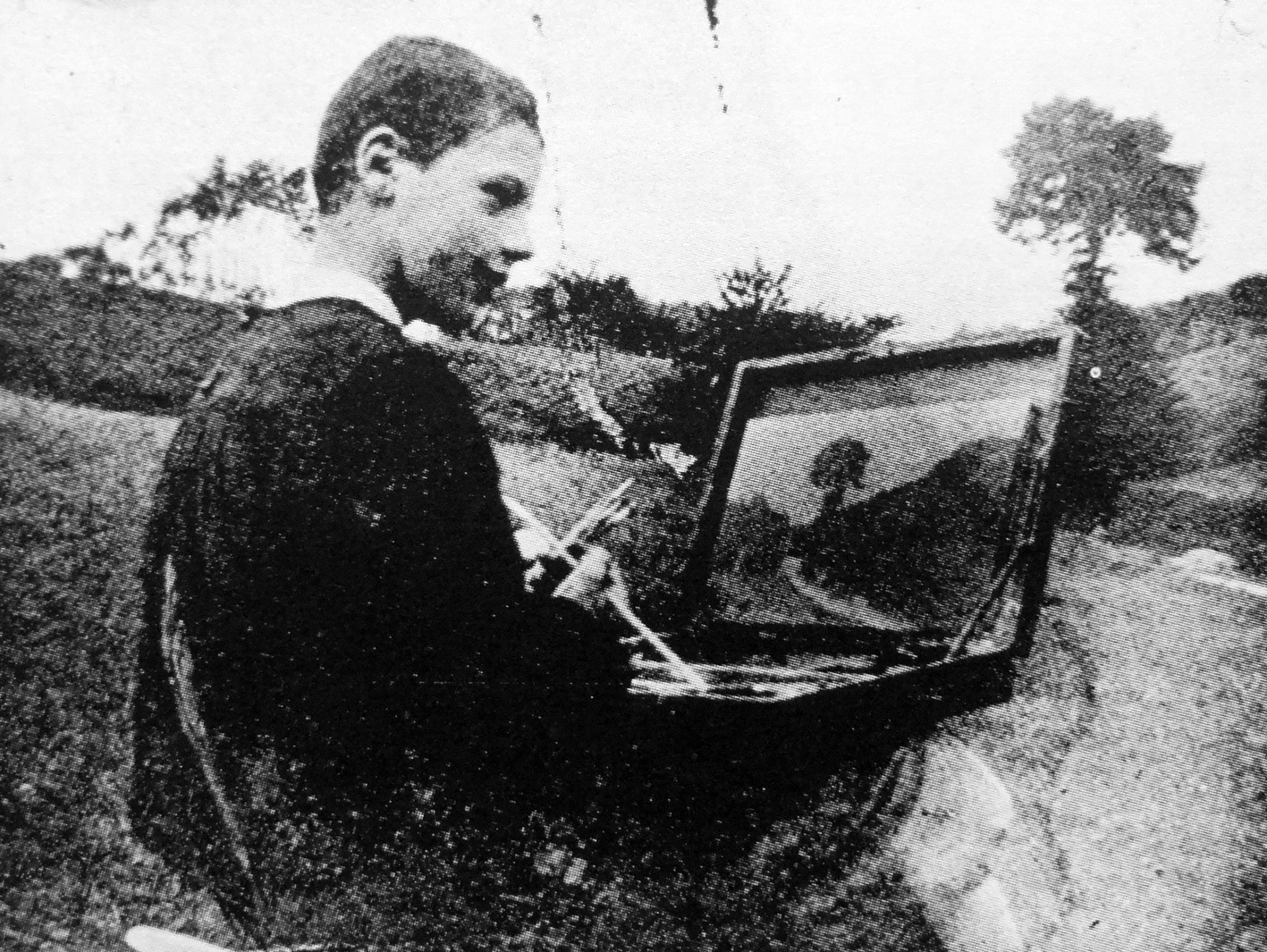
Робер Антуан Пеншон. Тропинка 1898. Холст, масло

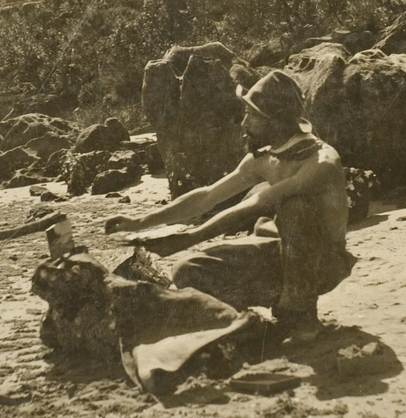
Австралийский импрессионист Артур Стритон пишет пленэр. Ок. 1892

Пленэ́р (плене́р, от фр. en plein air — «на открытом воздухе») — термин, обозначающий «творческий метод работы живописца на природе, на открытом воздухе», предполагающий, в отличие от академической традиции, писать картину или этюд от начала до конца либо по большей части не в мастерской, а непосредственно с натуры.
Этот термин также используется для обозначения отражения красочного богатства натуры, всех изменений цвета в естественных условиях, при активной роли света и воздуха. При таком методе может использоваться любая техника, однако живопись на пленэре имеет ряд особенностей, присущих именно пленэру и связанных, прежде всего, с ограниченным временем выполнения работы до тех пор, пока состояние света существенно не изменится.

## Возникновение пленэрной живописи
Академическая традиция, сложившаяся в XVI—XVII веках, предписывала художникам писать в мастерской, ателье, павильонах, специально оборудованных рассеянным и мягким верхним освещением. Длительная работа над большой картиной требует проведения ежедневных сеансов в одни и те же дневные часы при постоянном освещении. Чтобы сохранить «верность натуре», художники делали подготовительные этюды, если того требовал сюжет — на открытом воздухе, например при написании пейзажа, а затем с этюда переносили пейзаж в картину. При таком методе со временем накапливались негативные качества — условность колорита с одним условным источником света, техники работы по красному грунту (болюсу) с пробела́ми и чёрными тенями.
Пленэр появился в начале XIX века в Англии благодаря творчеству живописцев Джона Констебла и Ричарда Паркса Бонингтона. «Пленэризм» становится основой эстетики художников, для которых свет и воздух приобретают самостоятельное значение и особый живописный интерес. Такую живопись практиковали французские художники барбизонской и нормандской школ. Этот метод живописи пользовался большой популярностью у французских импрессионистов (именно тогда пленэр как термин получает широкое употребление). Такие художники, как Камиль Коро, Жан-Франсуа Милле, Камиль Писсарро, Пьер-Огюст Ренуар и не в последнюю очередь Клод Моне внесли свой вклад в становление пленэрной живописи.
Импрессионисты стремились сохранить «верность натуре», стараясь передать в живописи состояние природы в определённый момент дня и времени года. Поэтому они работали над небольшими картинами, которые можно было создать за один-два сеанса и при необходимости только завершить в мастерской. Отсюда также возникла идея «серий» изображения одного и того же мотива в разные моменты дня и ночи, например «Стога» или «Руанский собор» Клода Моне.
Такие новации связаны с изменениями в мировоззрении и эстетических представлениях Нового времени. Людей стали больше интересовать не отвлечённые идеальные образы «вневременной красоты», а ценность преходящего момента, мгновения быстротекущей жизни.
Широкое письмо «за один сеанс» стали применять не только импрессионисты, но и художники других течений и школ (дивизионисты, неоимпрессионисты).
В России с середины XIX века пленэрной живописью успешно занимались Александр Ива́нов, Василий Поленов, Исаак Левитан, Валентин Серов, Константин Коровин, Игорь Грабарь.

## Особенности пленэрной живописи
Наиболее ярким примером последовательной работы художника на пленэре является метод импрессионизма. Художники К. Моне, Э. Дега, К. Писсарро, А. Сислей, О. Ренуар стремились писать «только по натуре», фиксируя краткое состояние природы при определённом освещении. От этого их картины казались неоконченными, за что живописцев упрекали критики и публика. Такой способ работы позволял изображать эффекты освещения — света, тени и рефлексов, передавая их не традиционно, валёрами, а тепло-холодными отношениями тонов. 
Один из немногих французских критиков, с самого начала положительно оценивавших новации французских импрессионистов, Ж.-Л. Кастаньяри писал:

«Это одарённые, очень одарённые молодые люди. Они воспринимают природу так, что она получается какой угодно, только не скучной и не банальной. Их живопись полна жизни, стремительна, легка. Она чарует… Они не стремятся к точному воспроизведению, а ограничиваются общим восприятием… Они являются импрессионистами в том смысле, что воспроизводят не сам пейзаж, а впечатление, вызываемое данным пейзажем… Таким образом, они отходят от действительности и полностью переходят на позиции идеализма».
Именно импрессионисты подняли этюд, выполненный на пленэре, до уровня полноценных самостоятельных картин. Художники-импрессионисты старались как можно точнее передать собственные впечатления от окружающего мира — ради этой цели они отказались от существовавших академических правил живописи и создали новую технику. Её суть сводилась к передаче тональных отношений при помощи раздельных мазков чистых красок. Такой метод создавал на картине впечатление растворения формы в окружающем свето-воздушном пространстве. Клод Моне писал о своём творчестве: 

«Моя заслуга в том, что я писал непосредственно с природы, стараясь передать свои впечатления от самых непостоянных и изменчивых явлений».— А. Г. Филиппов
Новый способ письма породил течение «пленэризма», значение которого выходит за границы французского импрессионизма второй половины XIX века. В наше время обучение методу пленэра часто становится одним из основополагающих элементов в обучении живописи в различных, художественно образовательных учреждениях.

## Галерея

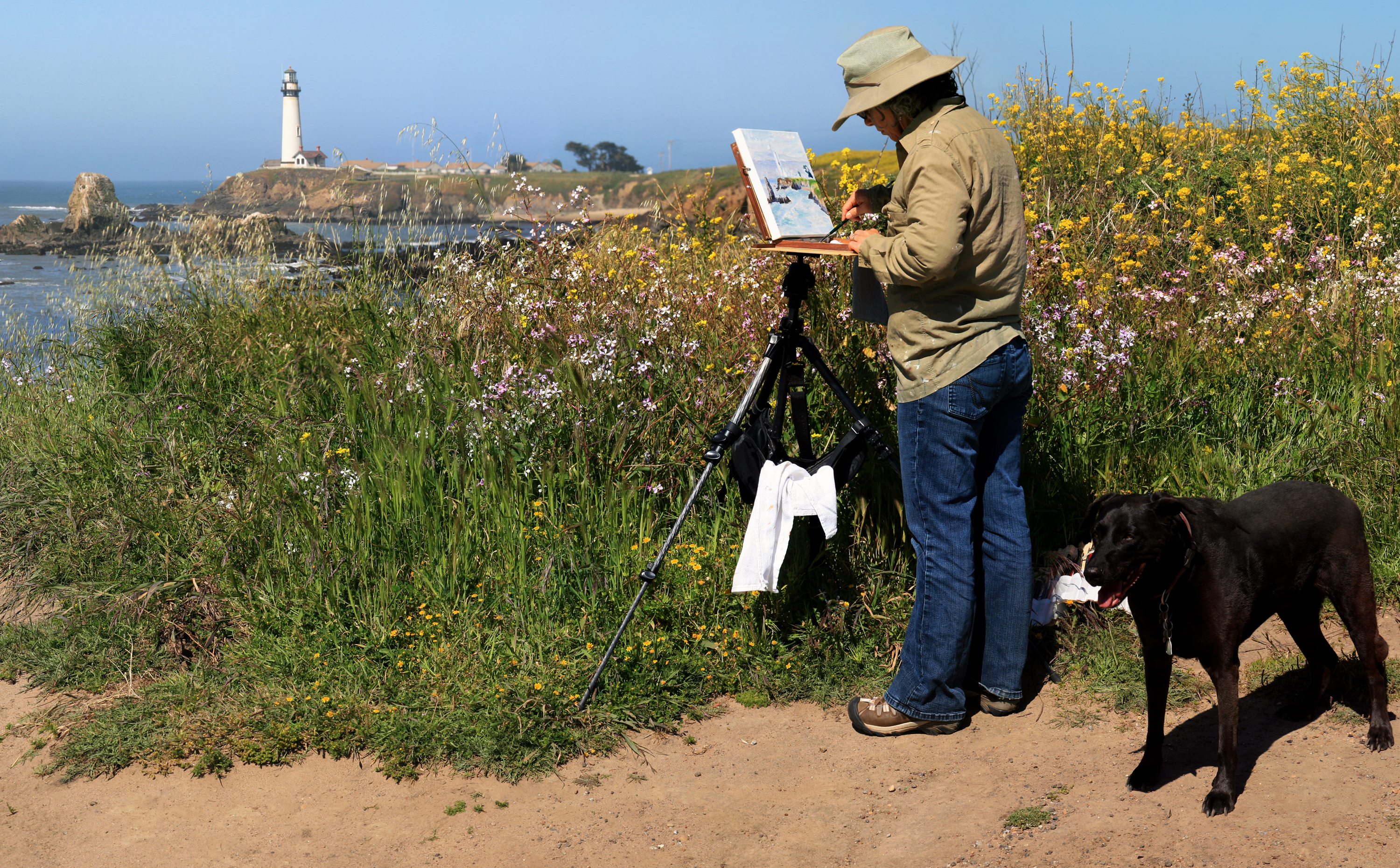
Художник работает на пленэре в ящике Пошаде на маяке Пиджен-Пойнт в Калифорнии.
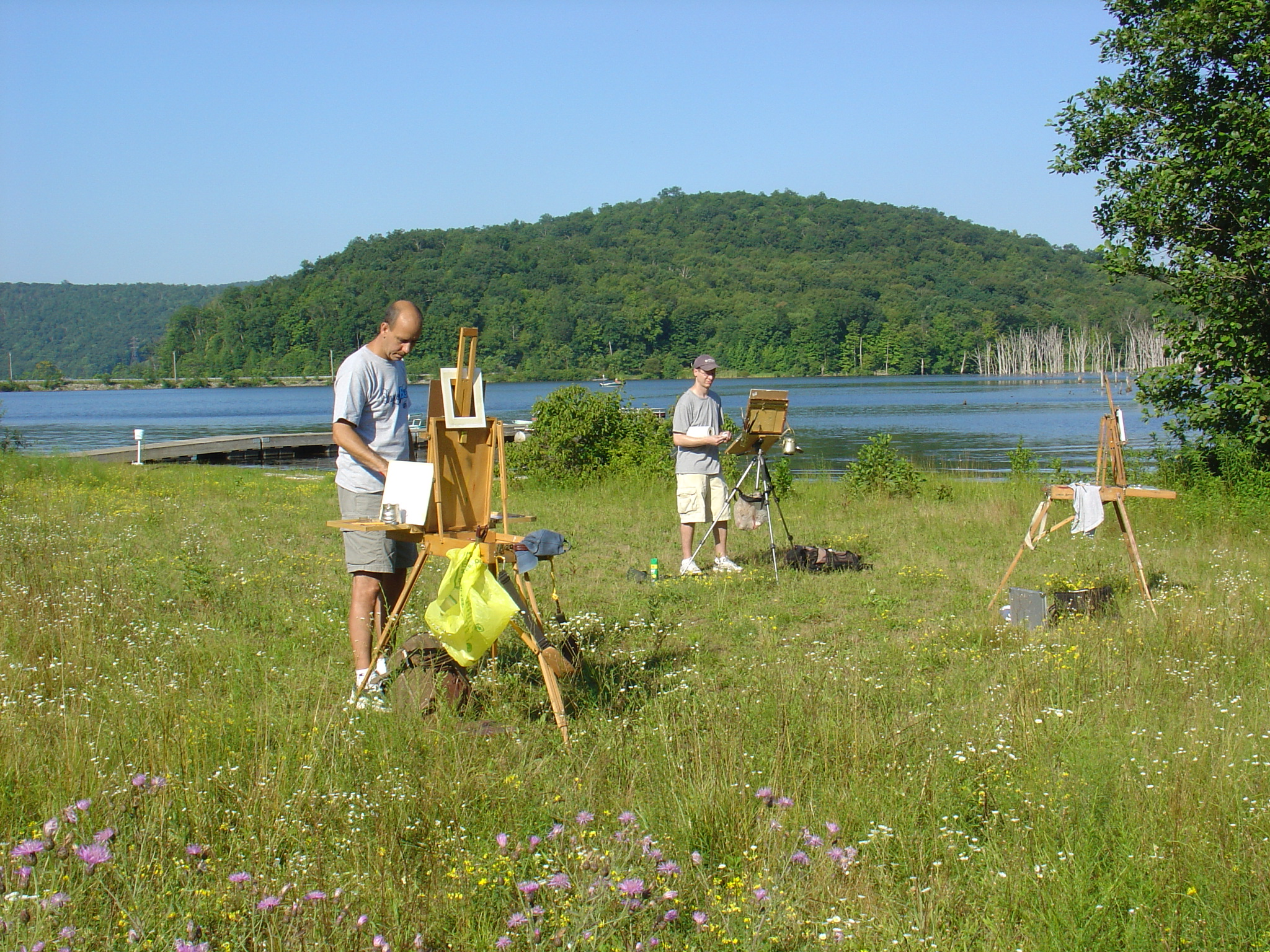
Живописцы на пленэре в Рингвуде, Нью-Джерси. Слева от картины художники используют французский мольберт, справа — коробку Пошаде
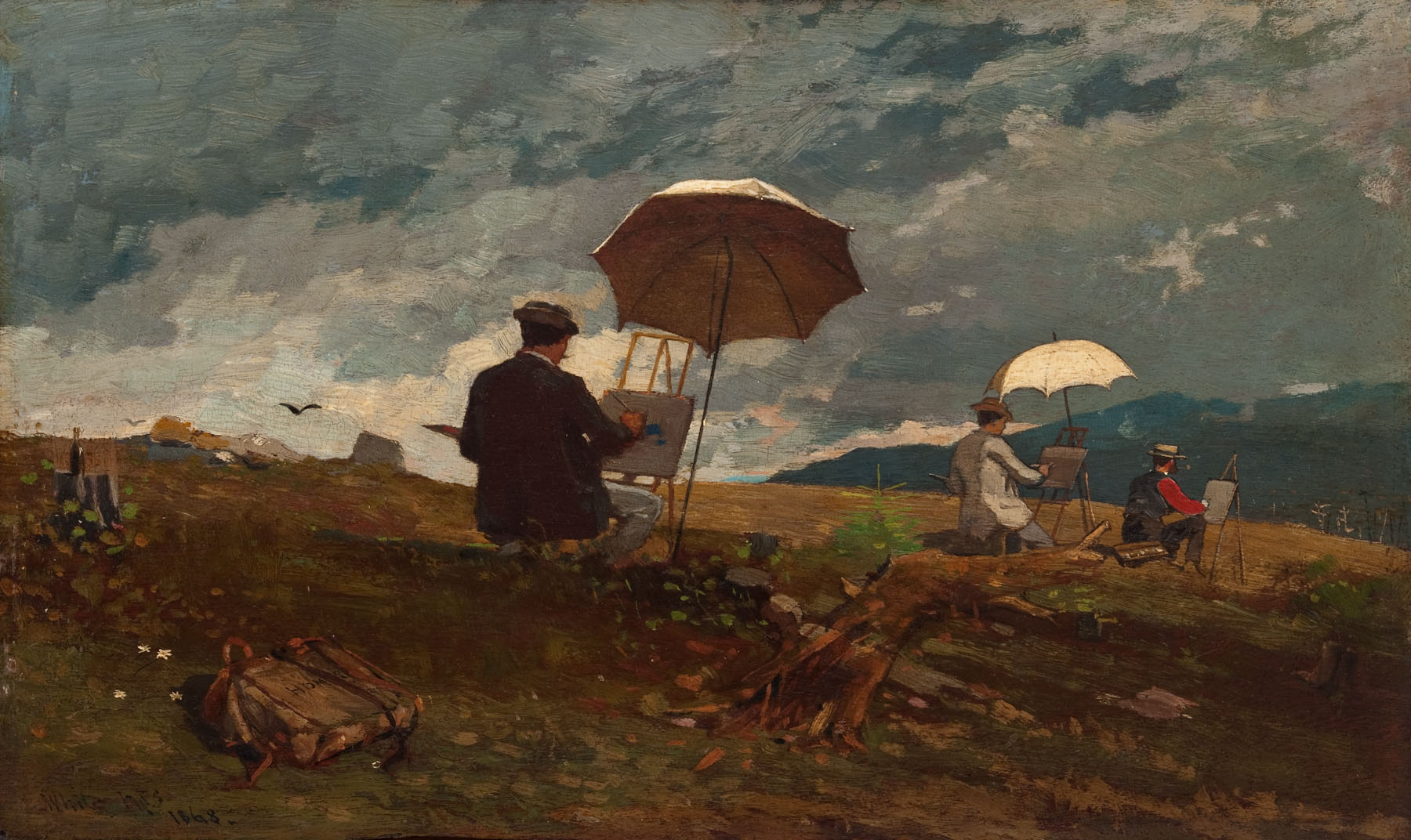
Уинслоу Хомер. Художники рисуют в Белых горах. 1868. Дерево, масло. Портлендский художественный музей
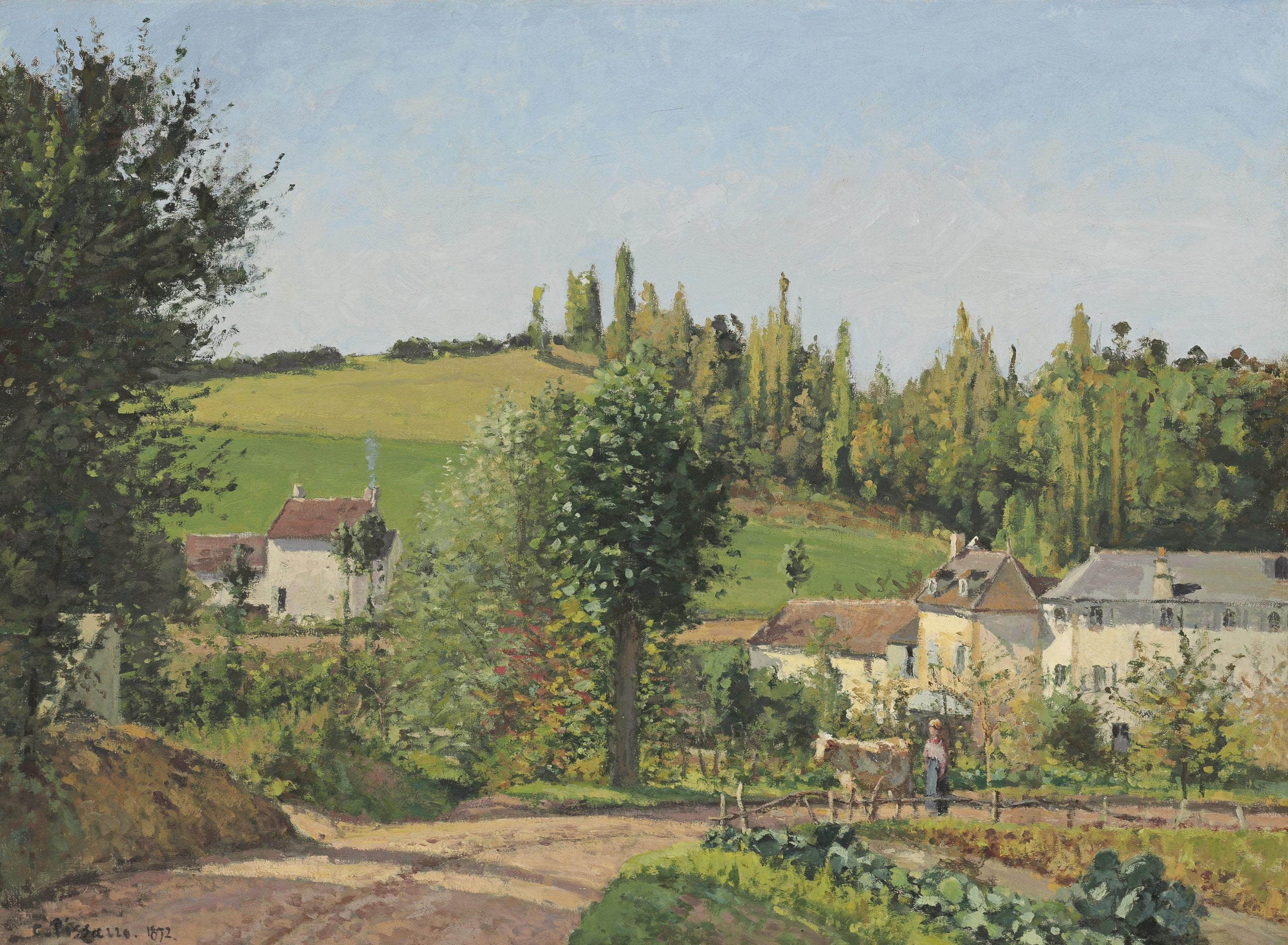
Камиль Писсарро. Деревушка вблизи Понтуаза. 1882. Холст, масло. Частное собрание
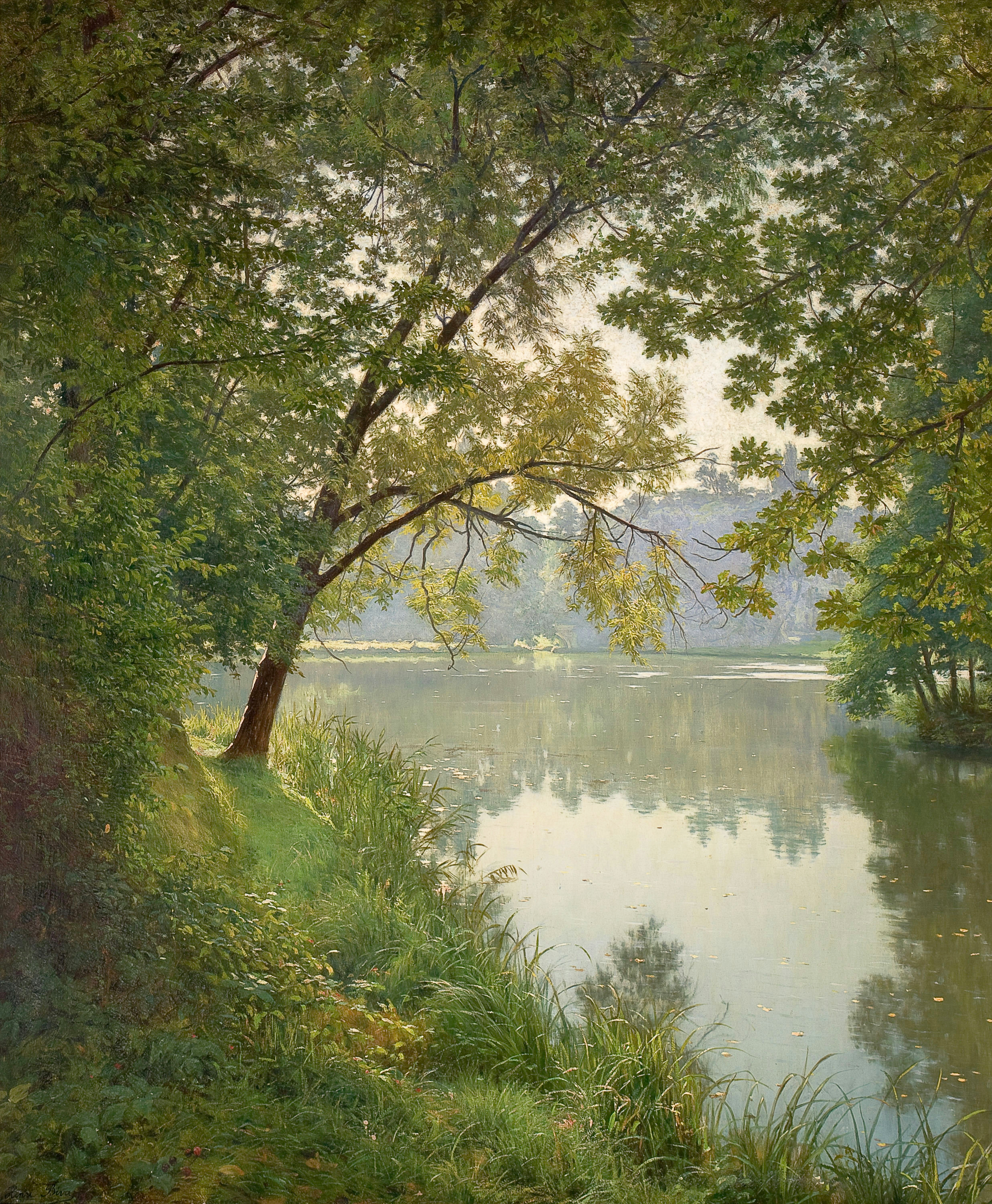
Анри Бива. Утро в Вильнёве (от края воды). Ок. 1905. Холст, масло
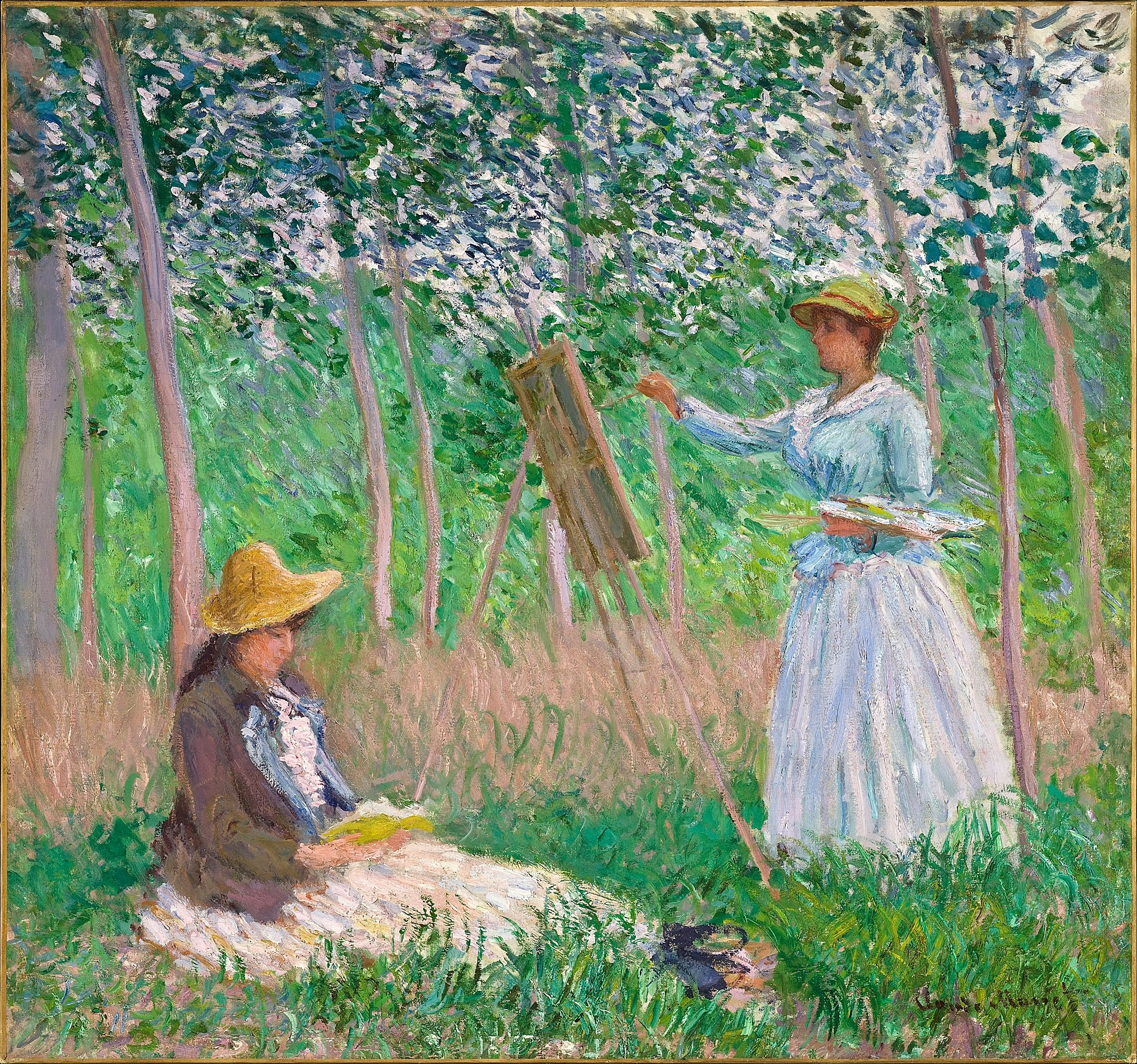
Клод Моне. В лесу в Живерни, Бланш Ошеде Моне за мольбертом с читающей Сюзанной Ошеде. 1887. Холст, масло. Музей искусств округа Лос-Анджелес
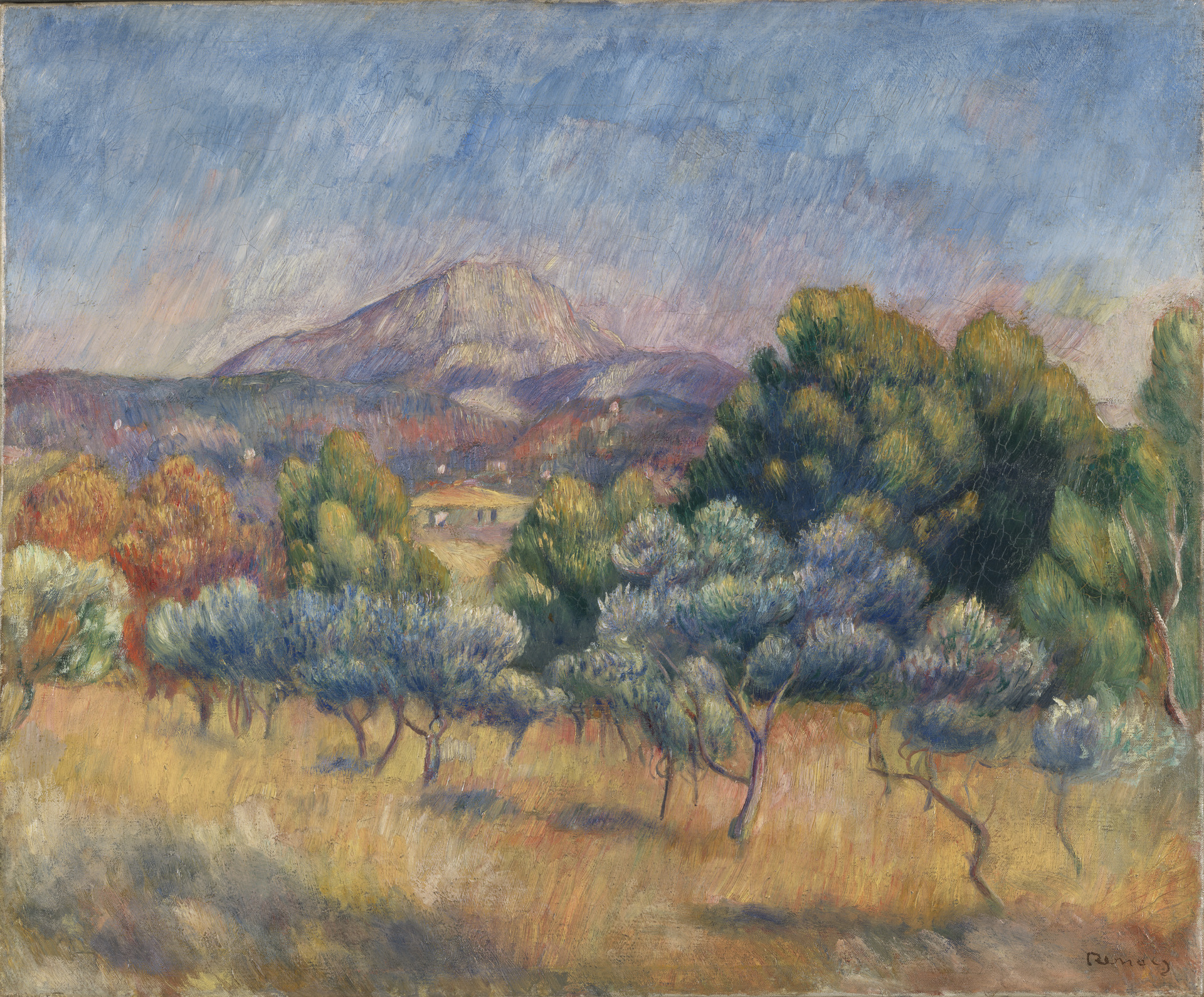
Пьер Огюст Ренуар. Гора Сент-Виктуар. Ок. 1888. Холст, масло. Художественная галерея Йельского университета
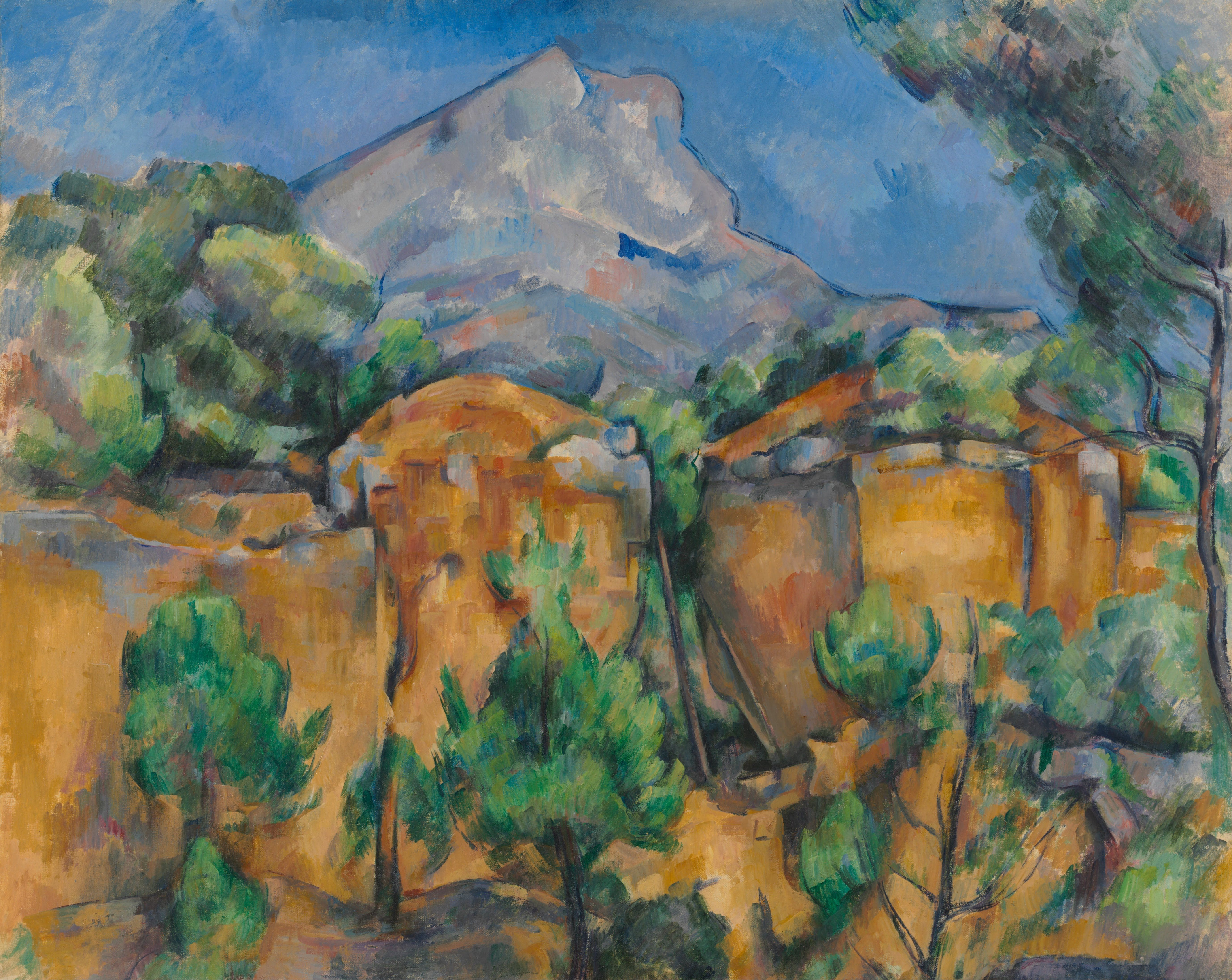
Поль Сезанн.Вид на гору Сент-Виктуар из карьера Бибемус. Ок. 1897. Холст, масло Балтиморский художественный музей
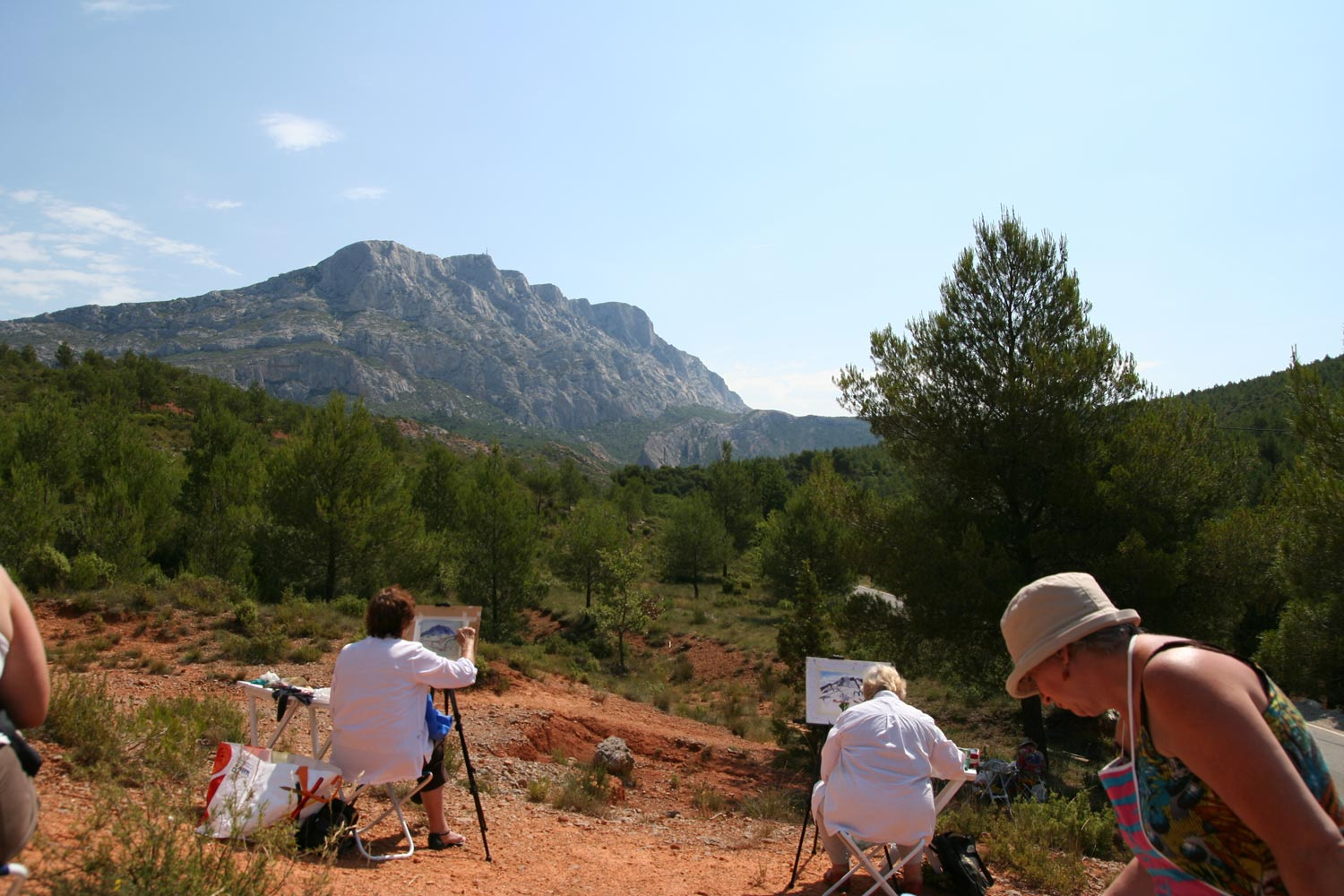
Картина горы Сезанна > Гора Сент-Виктуар с пешеходными дорожками
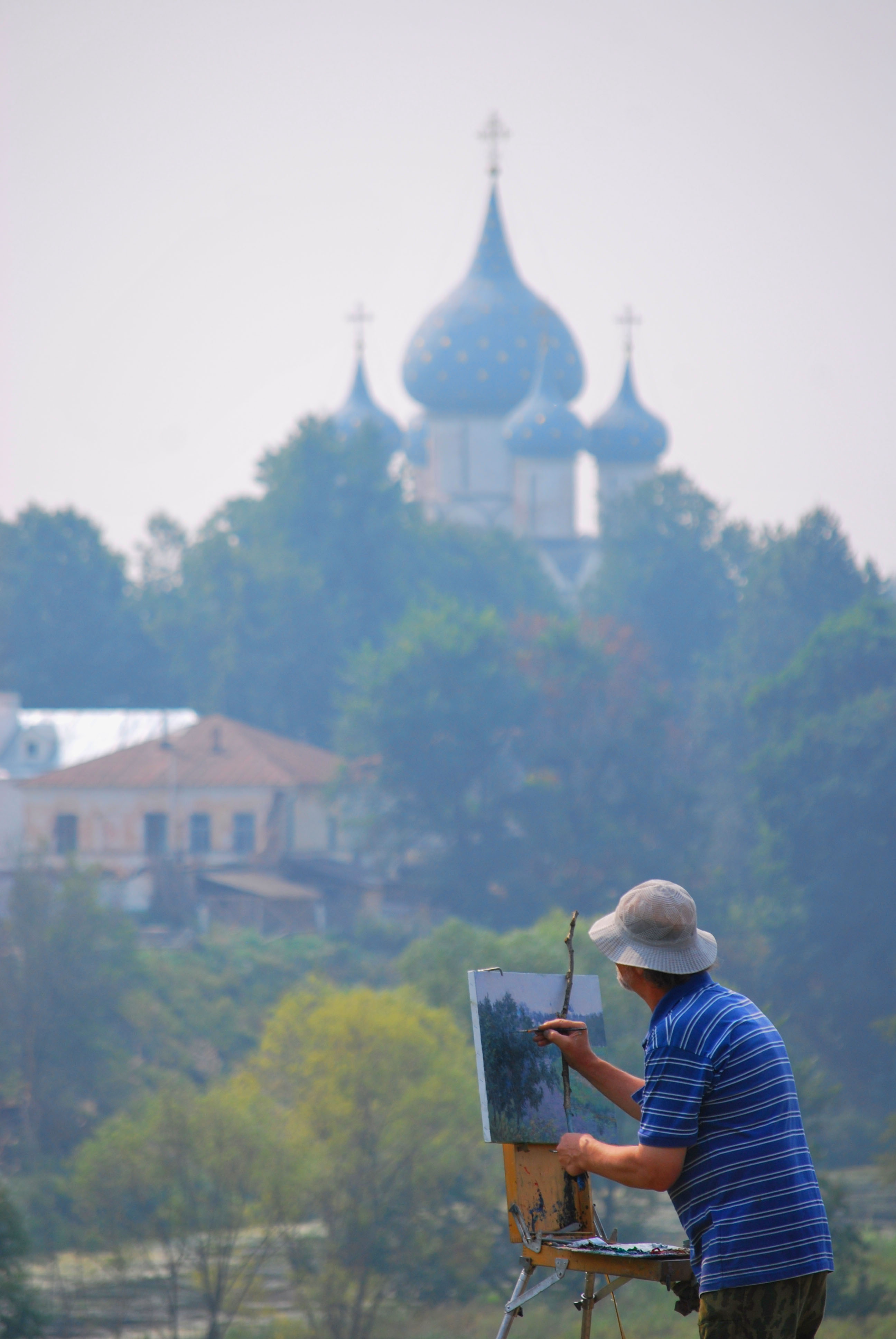
Пленэр в Суздале